# Fotografias mais caras da história

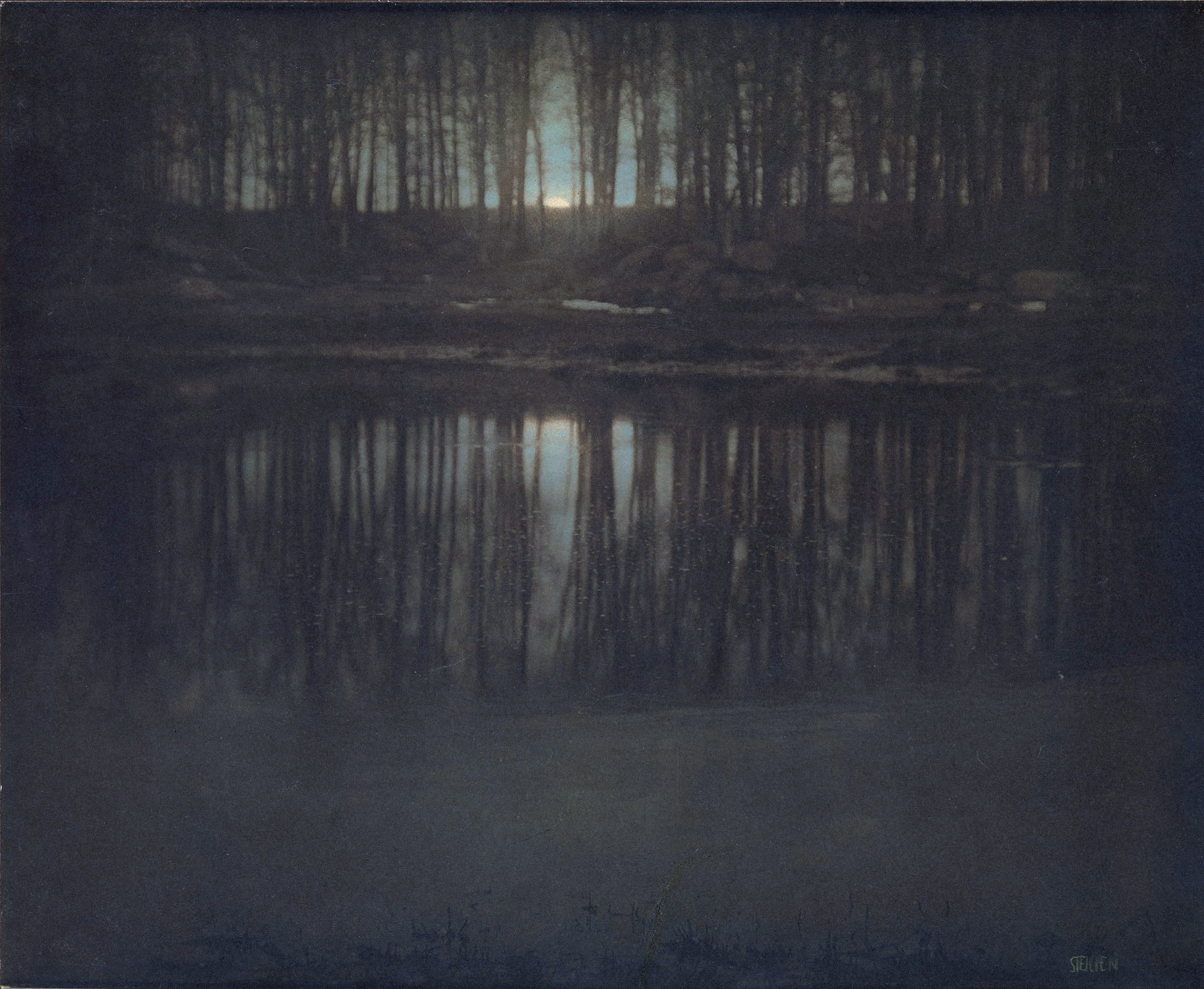
The Pond-Moonlight, de Edward Steichen.

Esta é uma lista de fotografias mais caras da história.

## Lista
| Posição | Artista          | Obra | Preço       | Data                  | Leilão                   |
| ------- | ---------------- | --- | ----------- | --------------------- | ------------------------ |
| 1       | Man Ray          | Le Violon d'Ingres (1924)                                                                                     | $12.400.000 | 14 de maio de 2022    | Christie's New York      |
| 2       | Edward Steichen  | The Flatiron (1904)                                                                                           | $11.800.000 | 8 de novembro de 2022 | Christie's New York      |
| 3       | Andreas Gursky   | Rhein II (1999)                                                                                               | $4.338.500  | 8 de novembro de 2011 | Christie's New York      |
| 4       | Richard Prince   | Spiritual America (1981)                                                                                      | $3.973.000  | 12 de maio de 2014    | Christie's New York      |
| 5       | Cindy Sherman    | Untitled #96 (1981)                                                                                           | $3.890.500  | Maio de 2011          | Christie's New York      |
| 6       | Gilbert & George | To Her Majesty (1973)                                                                                         | $3.765.276  | 30 de junho de 2008   | Christie's London        |
| 7       | Jeff Wall        | Dead Troops Talk (A vision after an ambush of a Red Army patrol, near Moqor, Afghanistan, winter 1986) (1992) | $3.666.500  | 8 de maio de 2012     | Christie's New York      |
| 8       | Andreas Gursky   | 99 Cent II Diptychon (2001)                                                                                   | $3.346.456  | Fevereiro de 2007     | Sotheby's London auction |
| 9       | Andreas Gursky   | Chicago Board of Trade III (1999-2000)                                                                        | $3.298.755  | 26 de junho de 2013   | Sotheby’s London         |
| 10      | Richard Prince   | Untitled (Cowboy) (2000)                                                                                      | $3.077.000  | 14 de maio de 2014    | Sotheby’s New York       |